# قلعه نی
قلعه نی روستایی در دهستان زاوه بخش مرکزی شهرستان زاوه استان خراسان رضوی ایران است. بر پایه سرشماری عمومی نفوس و مسکن در سال ۱۳۹۰ جمعیت این روستا ۱٬۲۸۰ نفر (در ۳۶۴ خانوار) بوده است.